# El Burro Corcoveón

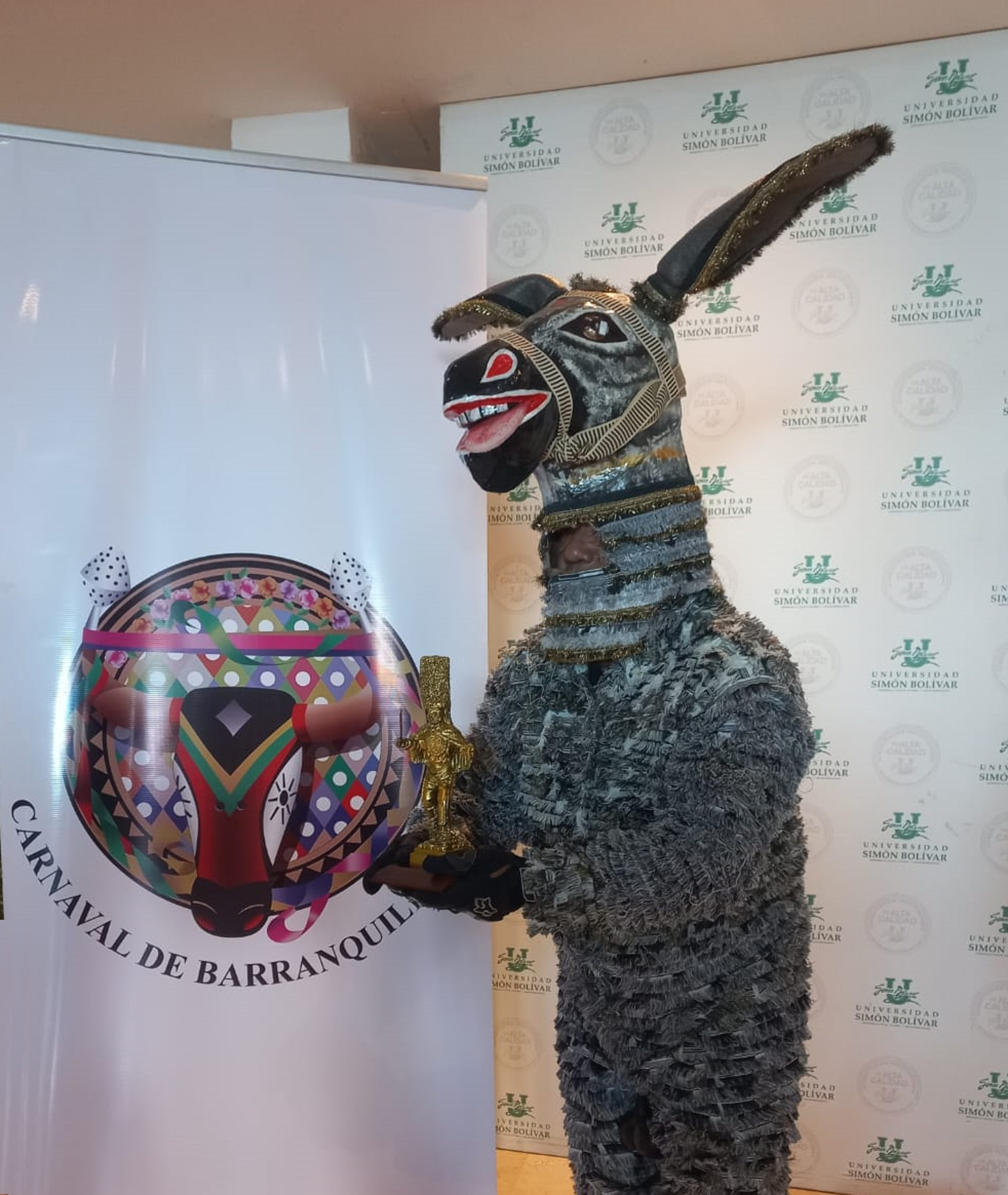
Congo de Oro de 2023.

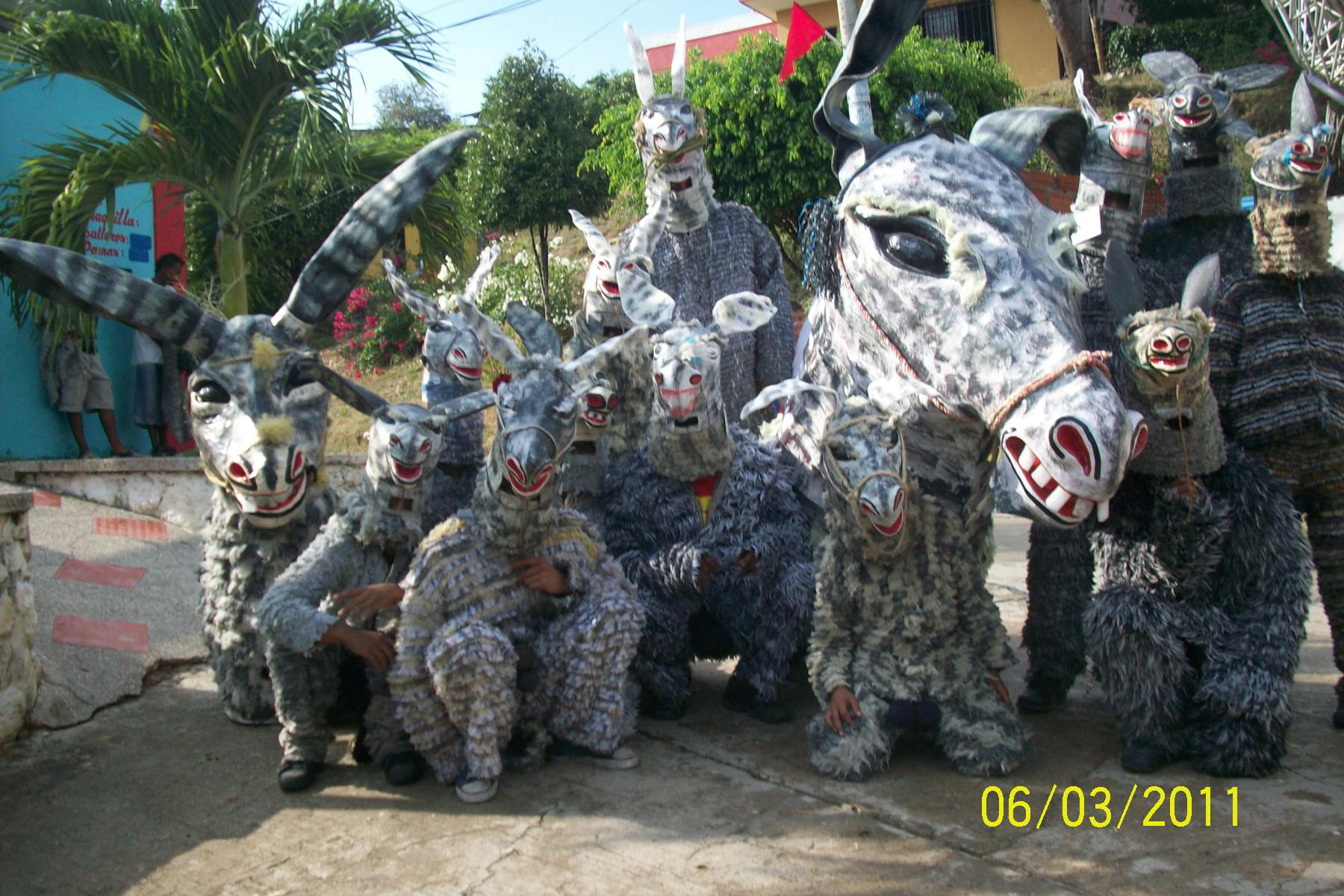
Colectivo Burro Corcoveón.

El Burro Corcoveón conocido como el Burro Corcoveón Carnavalero en los Carnavales de Barranquilla, es un disfraz colectivo originario de Pital, corregimiento del municipio de Baranoa, en el departamento del Atlántico, Colombia,

## Parodia
En la parodia, el disfraz emula los movimientos del burro arisco y en sus presentaciones ocupa una extensión de unos treinta metros que recorre con brincos y patadas a diestra y siniestra para que el público se divierta. Caracterizado como Disfraz Colectivo, el grupo está integrado por adultos y niños de ambos sexos disfrazados de burros, burras, pollinos y pollinas, quienes al son de la música tradicional del Carnaval de Barranquilla parodian las andanzas del animal indómito y quien es tratado de amansar por un campesino quien en su tarea es revolcado, pateado y mordido. Dos animales más de la fauna simbólica del carnaval le acompañan, el tigre (jaguar) y el gallinazo conocido como golero. El primero intenta cazar los burros desprevenidos, pero, la manada lo ahuyenta, así mismo, el gallinazo anda al acecho buscando algún burro muerto, pero igualmente es espantado por la burrería.
En el Caribe Colombiano, se denomina corcoveón al animal que da corcovos, es decir, el que brinca arqueando el lomo. Por tanto, un Burro Corcoveón es aquel que da corcovos.

## Disfraz tradicional del carnaval de Barranquilla

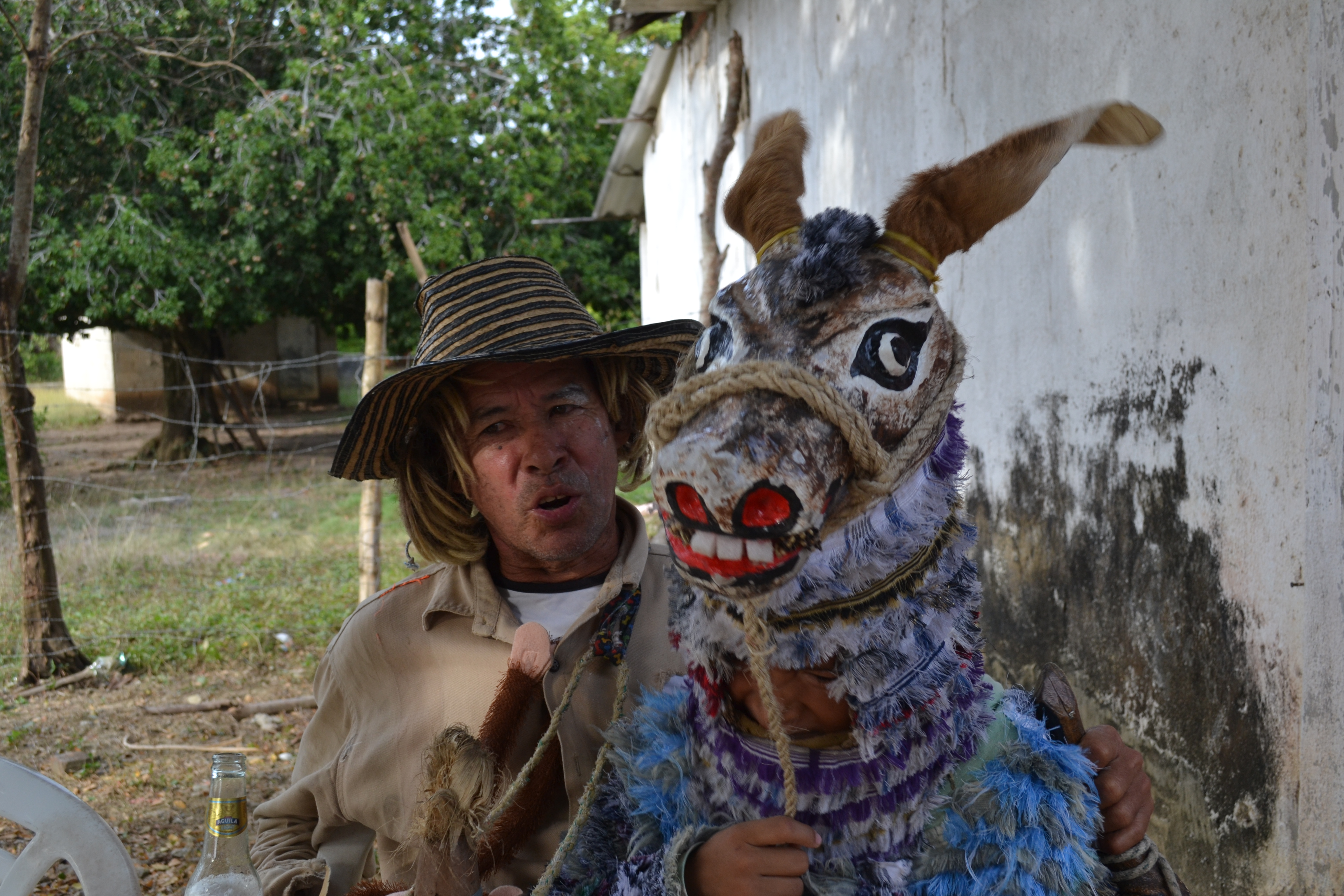

En el Carnaval de Barranquilla, ha sido tradicional por mucho tiempo el disfraz de burro, el cual forma parte del simbolismo carnavalero, y fue en el marco de esta tradición que se modeló la manifestación folclórica pero ya no como disfraz individual, sino colectivo.
La época de carnaval coincide con la cosecha del millo o mijo (Panicum miliaceum), los campesinos aseguran que los burros que se alimentan del cereal se tornan más corcoveones y esta creencia es copiada por los intérpretes, por lo que es común que las máscaras lleven entre sus dientes una mazorca de millo.
Fundado el 20 de enero de 2000 en Pital, corregimiento de Baranoa. Enarbola sus banderas en una fiesta anual conocida como lo Mondocarnochuzoburroteka donde al son de la música tradicional se inician las actividades carnestolendas.

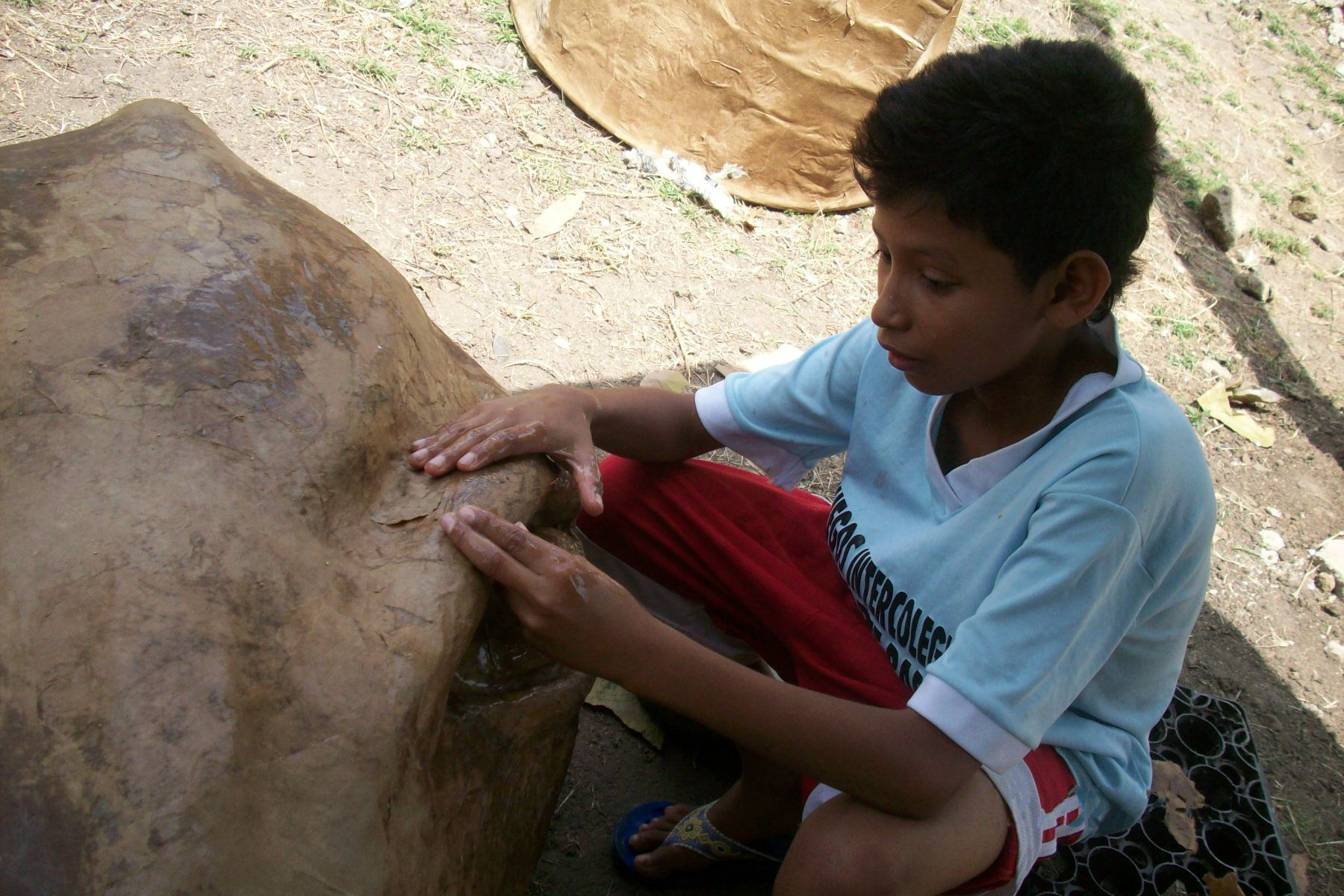
Niño integrante del disfraz colectivo en faenas de modelado en el sitio denominado la Bonga en Pital, Baranoa.

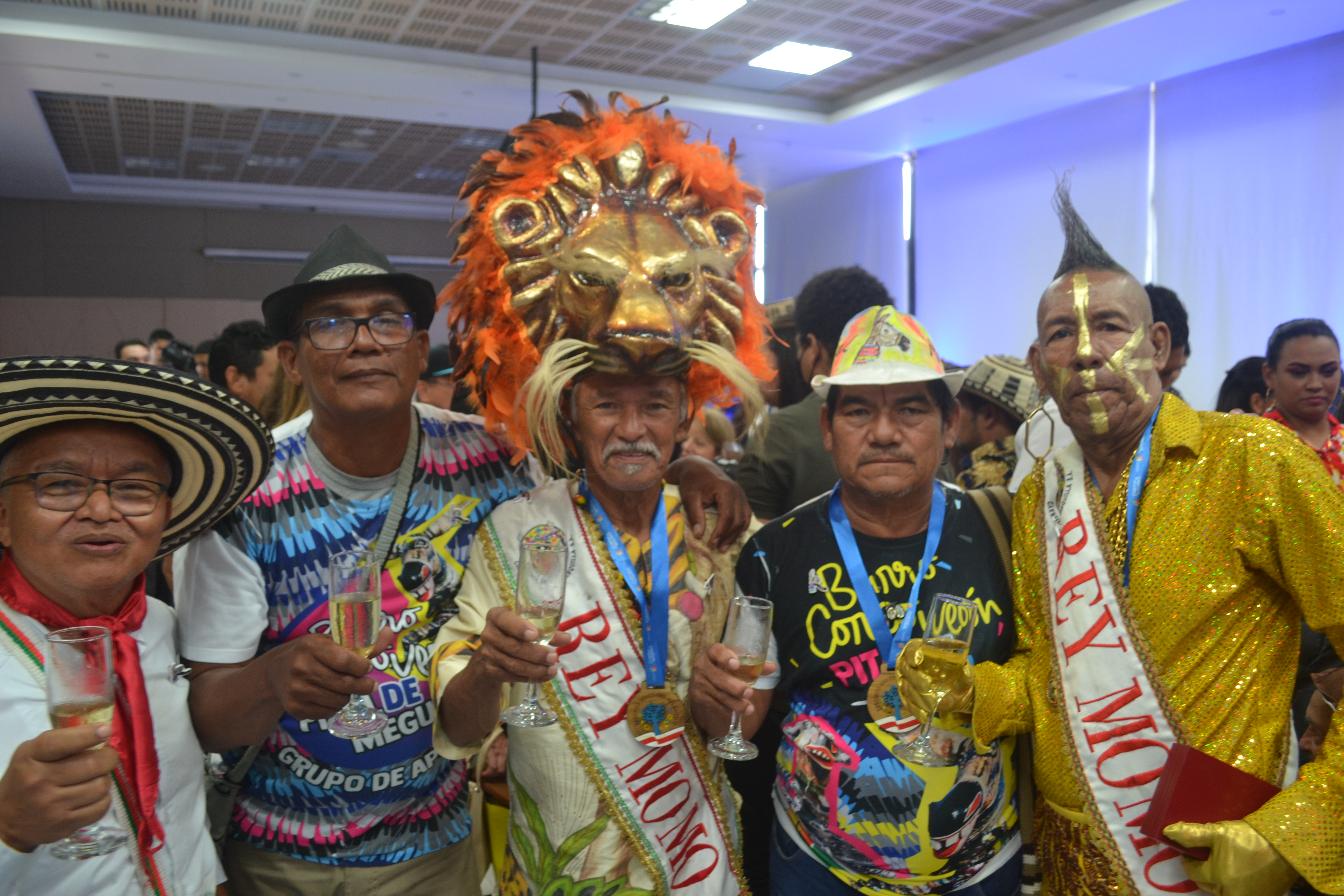
Fundadores del Burro Corcoveón con los reyes momos José Llanos Rey 2013 de la Selva Africana y el Rey 2015 Carlos Cervantes Muñoz.

Los espectadores se deleitan con las cabriolas del animal epónimo de la cultura caribeña y amigo inseparable del campesino que gozaba en los salones burreros, que son espacios de esparcimiento artesanal, fabricado con varetas de millo y palma, donde los amantes de las carnestolendas al son de la música tradicional bailan hasta el amanecer.

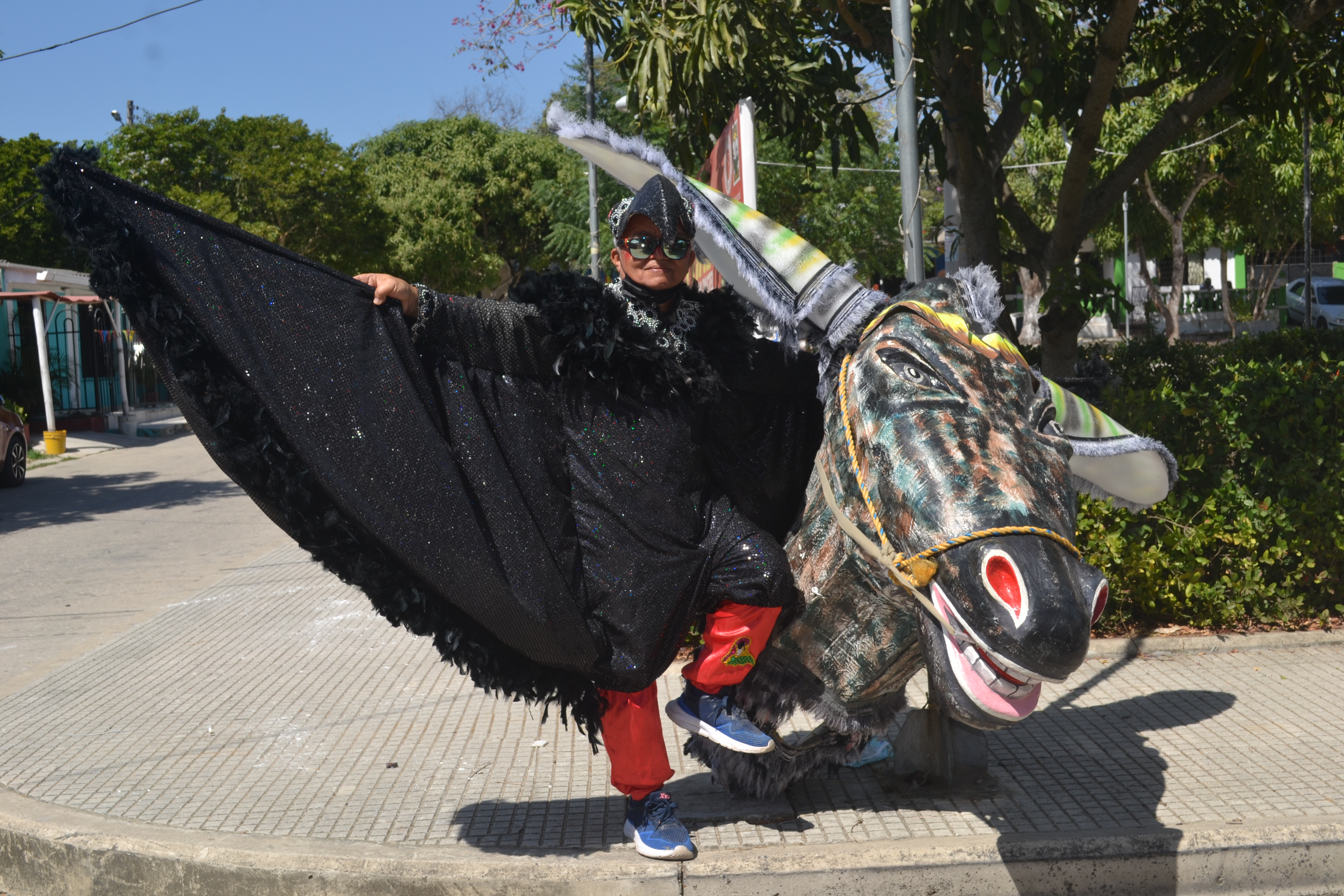
Golero disfraz representativo en el colectivo.

## Participaciones
El Burro Corcoveón ha sido galardonado hasta el 2023 con 13 Congos de Oro, máxima expresión del Carnaval de Barranquilla, su primer premio dorado, coincidió con el año de la proclamación del Carnaval de Barranquilla, como Patrimonio Oral e Intangible de la Humanidad. El 25 de abril de 2013 fue galardonado con su cuarto Congo de Oro en el marco del Bicentenario de la Fundación de Barranquilla.
Fue premiado con el Joselito de Oro en el Batalla de Flores de la 44 en 2005.
El último Congo de Oro lo recibió el 22 de junio de 2023 en el teatro José Consuegra Higuins de la Universidad Simón Bolívar de Barranquilla donde se exaltó a los talentos folclóricos y musicales sobresalientes de las carnestolendas.
Además ha participado con éxito en los Carnavales de las poblaciones de Santo Tomás de Villanueva en su tradicional Batalla de Flores Intermunicipal; en Baranoa en su colorido Carnaval del Recuerdo, en Galapa, pueblo tradicionalmente carnavalero, Sabanalarga, Usiacurí, Campeche y Juan de Acosta. Además, ha participado en el Festival de Verano en Bogotá.
Su representación infantil ha triunfado en Baranoa en 2011 y 2013.[cita requerida]

## Dirección

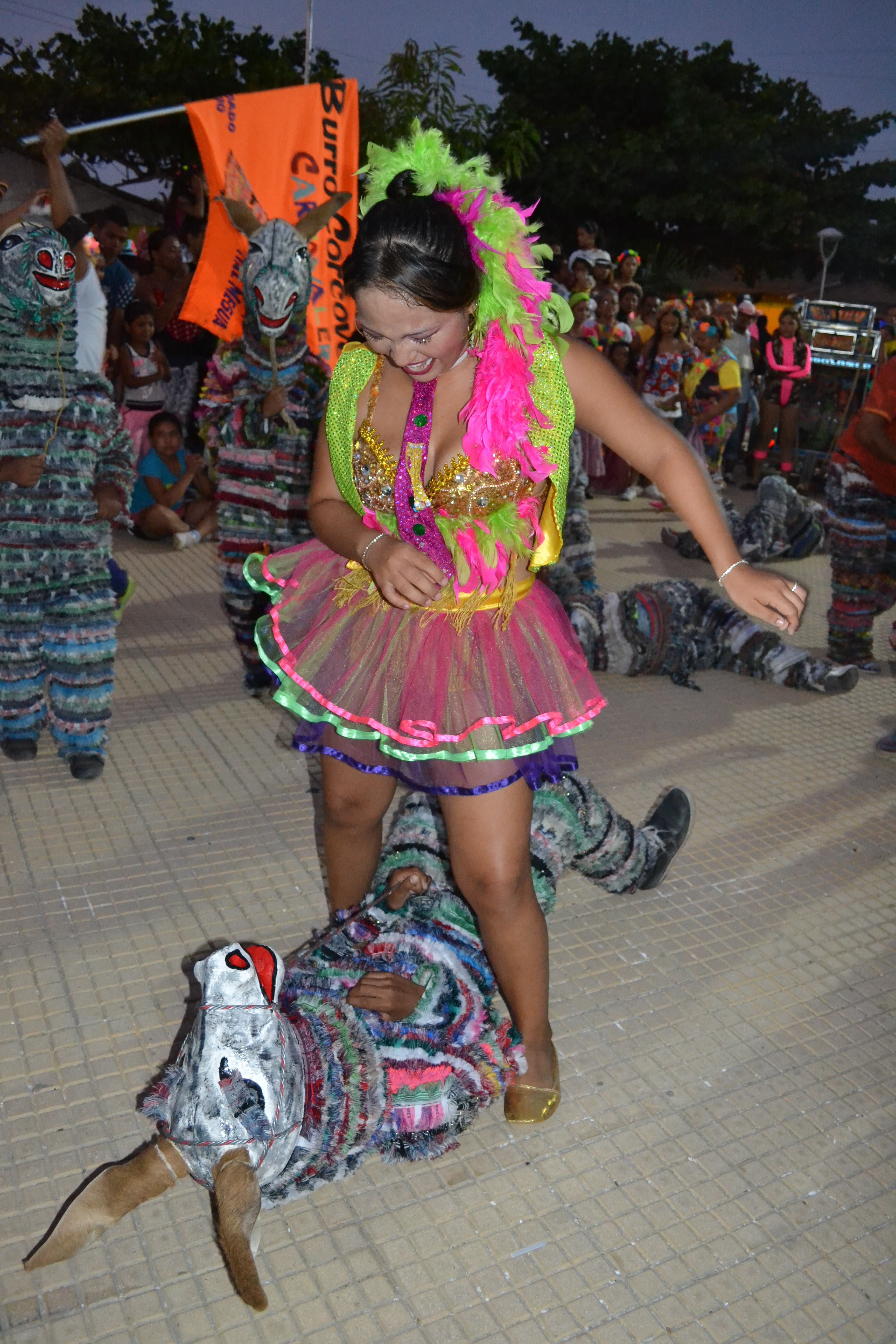

Es FUNBUCOR, una fundación sin ánimo de lucro. Su director y representante legal es Adolfredo Llanos De la Asunción quien es cofundador del disfraz y como coordinadores cofundadores tiene a Julián Llanos De la Asunción, un espontáneo artista y autor de la primera idea del disfraz y a Luis José Barrios De la Hoz que apoya lo concerniente a la logística quien ingresa el golero en el colectivo.
La sede está en Pital corregimiento de Baranoa, en la vía que conduce a Megua, sitio conocido como Los Llanos.